# Ungerns Grand Prix 1988
Ungerns Grand Prix 1988 var det tionde av 16 lopp ingående i formel 1-VM 1988.

## Resultat
1. Ayrton Senna, McLaren-Honda, 9 poäng
2. Alain Prost, McLaren-Honda, 6
3. Thierry Boutsen, Benetton-Ford, 4
4. Gerhard Berger, Ferrari, 3
5. Mauricio Gugelmin, March-Judd, 2
6. Riccardo Patrese, Williams-Judd, 1
7. Satoru Nakajima, Lotus-Honda
8. Nelson Piquet, Lotus-Honda
9. Yannick Dalmas, Larrousse (Lola-Ford)
10. Luis Pérez Sala, Minardi-Ford
11. Stefano Modena, EuroBrun-Ford
12. Philippe Alliot, Larrousse (Lola-Ford)
13. Gabriele Tarquini, Coloni-Ford

### Förare som bröt loppet
- Derek Warwick, Arrows-Megatron (varv 65, bromsar)
- Nigel Mansell, Williams-Judd (60, illamående)
- Eddie Cheever, Arrows-Megatron (55, bromsar)
- Michele Alboreto, Ferrari (40, elsystem)
- Rene Arnoux, Ligier-Judd (32, motor)
- Andrea de Cesaris, Rial-Ford (28, bakaxel)
- Alessandro Nannini, Benetton-Ford (24, överhettning)
- Alex Caffi, BMS Scuderia Italia (Dallara-Ford) (22, motor)
- Stefan "Lill-Lövis" Johansson, Ligier-Judd (19, gasspjäll)
- Pierluigi Martini, Minardi-Ford (8, kollision)
- Philippe Streiff, AGS-Ford (8, kollision)
- Ivan Capelli, March-Judd (5, motor)
- Jonathan Palmer, Tyrrell-Ford (3, motor)

### Förare som ej kvalificerade sig
- Oscar Larrauri, EuroBrun-Ford
- Bernd Schneider, Zakspeed
- Julian Bailey, Tyrrell-Ford
- Piercarlo Ghinzani, Zakspeed

### Förare som ej förkvalificerade sig
- Nicola Larini, Osella

## VM-ställning
| Förarmästerskapet 1. Alain Prost, McLaren-Honda, 66 Ayrton Senna, McLaren-Honda, 66 2. Gerhard Berger, Ferrari, 28 | Konstruktörsmästerskapet 1. McLaren-Honda, 132 2. Ferrari, 44 3. Benetton-Ford, 22 |